# الذين يحترقون (مسلسل)
الذين يحترقون مسلسل تليفزيوني مصري عُرض أول مرة سنة 1977، بطولة صلاح ذو الفقار، قصة نجيب الكيلاني، وسيناريو وحوار صالح مرسي، ومن إخراج إبراهيم الصحن.

## القصة
تدور أحداث المسلسل حول الدكتور محمد (صلاح ذو الفقار) الذي ينقل للعمل في وحدة صحية بأحدى القرى الزراعية. وخلال ممارسته لعمله كطبيب تتكشف الحقائق أمامه عن مدى الفساد الإداري والمالي لأعضاء الوحدة الصحية من أطباء وموظفين ، وكذلك تفشي المحسوبية بين أعضاء الوحدة الصحية والأغنياء وأصحاب الأملاك من سكان القرية مما يؤثر على سير عمل الوحدة في معالجة البسطاء من الفلاحين.

## طاقم التمثيل
- صلاح ذو الفقار
- عبد المنعم إبراهيم
- إنعام سالوسة
- مديحة حمدي
- محمود حجازي
- أحمد الجزيري
- فاتن أنور
- فاروق نجيب
- ناهد حسين
- محمود القلعاوي
- لطفي لبيب
- أبو الفتوح عمارة